# Schuldig (Album)
Schuldig ist das dritte Studioalbum der deutschen Band Milliarden. Es erschien 2021 auf dem Label Zuckerplatte und wird dem Genre Punk-Rock zugerechnet.

## Hintergrund
Im September 2020 kündigte die Band das Album an und veröffentlichte zeitgleich die erste Singleauskopplung Himmelblick. Die Platte ist das erste Release auf dem eigenen Label Zuckerplatte. Den Prozess der Abkopplung vom Majorlabel Universal Music, auf dem die vorherigen beiden Alben erschienen, beschreibt Hartmann als wichtigen Prozess der Erwachsenwerdens.
Anlässlich der Veröffentlichung spielte die Band das neue Album am Release-Day im Bremer Club100 als Live-Konzert. Aufgrund der Covid-19-Pandemie und den damit einhergehen Kontaktbeschränkungen konnte allerdings kein Publikum vor Ort sein. Das Konzert wurde stattdessen gefilmt und per Live-Stream übertragen.

## Titelliste
1. Schuldig sein – 4:38
2. Die Gedanken sind frei – 3:29
3. Die Fälschungen sind echt – 2:59
4. Wenn ich an dich denke – 2:41
5. Swing – 4:20
6. Himmelblick – 3:45
7. LLLL – 1:18
8. Neues Leben – 3:37
9. Ich schieß dir in dein Herz – 3:55
10. Wonderland – 2:56
11. Trenn dich – 2:51

## Charterfolge
In den deutschen Albumcharts stieg die Platte auf Rang sieben ein und hielt diese Position für eine Woche.

## Rezeption
Das Album erhielt durchschnittliche bis positive Kritiken. Das Online-Musikmagazin Laut.de vergibt drei von fünf möglichen Sternen und beschreibt die Platte als "einen großen Schritt in Richtung Authentizität und Eigenständigkeit".
Das Portal Plattentests.de kommt mit sechs von zehn Sternen zu einer ähnlichen Bewertung. Schuldig wird hier als "das bisher stärkste Album" der Band beschrieben, "[V]or allem, weil die Texte eindeutig weniger Fremdscham auslösen" würden als die vorherigen Platten.